# Aleurolobus sterculiae
Aleurolobus sterculiae là một loài côn trùng cánh nửa trong họ Aleyrodidae, phân họ Aleyrodinae.
Aleurolobus sterculiae được Jesudasan & David miêu tả khoa học đầu tiên năm 1991.